# Amelito Arqardo
Amelito Arqardo es un deportista filipino que compitió en taekwondo. Ganó una medalla de bronce en el Campeonato Asiático de Taekwondo de 1984, en la categoría de –56 kg.

## Palmarés internacional
| Campeonato Asiático | Campeonato Asiático | Campeonato Asiático | Campeonato Asiático |
| Año                 | Lugar               | Medalla             | Categoría           |
| ------------------- | ------------------- | ------------------- | ------------------- |
| 1984                | Manila (Filipinas)  | Medalla de bronce   | –56 kg              |